# Джак Хейг
Джак Хейг (на английски: Jack Haig) е британски актьор специализирал предимно роли в областта на телевизионите комедии. Роден на 5 октомври 1913 г. в Лондон, Англия той е син на мюзикхол актьорите Чарълс Копън и Берта Бакър, чиято пиеса е наричана „Хейг и Еско“.
Хейг е един от актьорите в дългия списък на британските телевизионни комедии: Hugh and I (Хю и Аз), Dad's Army (Татковата армия), Are You Being Served?, Terry and June (Тери и Юни) и други. Взима по-късно участие в сапунената опера Crossroads (Кръстопътът), излъчена през 1960 г. както и в няколко други кино филми. Постига най-голям успех в ролята си на Мосю Роже Льоклер в комедийното издание на BBC „Ало, ало!“, играейки до смъртта си през 1989 г. Последното си участие в сериала прави в края на 26-и епизод от 5-и сезон, дегизиран като испански китарист, заедно с Кенет Конър (Мосю Алфонс погребалния), дегизиран като акордеонист пренасящ Енигма машината скрита в задницата му. В повечето от ролите си той е запомнящ сред феновете на Ало, ало! с думите „Това съм аз! Льоклер!“.
Преди участието си в Ало, ало! Хейг работи като комик в шоуто The One O'clock, а след това и в детското телевизионо предаване Happy Go Lucky, излъчвани през 1960-те години. Предаването било ежедневно шоу излъчвано всеки делник по областната телевизия Ай Тв. В него той обикновено се появявал в скечове като „Чалнатият Джаки“, който свири в хумористичен мюзикхол стил.
През 1989 г. се разболява като това силно попречва на актьорската му кариера. Умира на 76-годишна възраст от рак в Лондон, Англия. През годините си на актьор е бил женен за Сибил Дън, която умира година преди него, само два дни преди юбилея на златната им сватба.